# Tigrane VI
Tigrane VI, nome completo Giulio Tigrane (in latino Iulius Tigranes; fl. 58-63), fu sovrano della dinastia degli Arsacidi e regnò in Armenia dal 58 al 63.
Tigrane era un principe di origine persiana, greca, giudea, nabatea e idumea, frutto degli scambi ellenistici.

## Biografia

### Origini
Il padre di Tigrane si chiamava Alessandro ed il padre di quest'ultimo (anch'egli di nome Alessandro e principe di Giudea) era il marito della figlia del re Archelao di Cappadocia, Glafira, secondo quanto dice Giuseppe Flavio nelle sue Antichità giudaiche; il bisnonno di Tigrane, che si chiamava anche lui Alessandro, era figlio di Erode il Grande, giustiziato per aver ordito un complotto contro il padre nel 7 a.C. Infine, zio paterno di Tigrane VI era Tigrane V, re di Armenia.

### Vita
Non si sa molto della sua vita prima del 58. Non si sa chi fosse sua moglie ma ebbe due figli: Gaio Giulio Alessandro e Giulia. 
Nel 58 il generale romano Gneo Domizio Corbulone conquistò l'Armenia dando alla fiamme la capitale Artaxata e facendo fuggire il re Tiridate I. Pochi mesi dopo Corbulone giunse a Tigranocerta, che gli aprì le porte, anche se la cittadella resistette, e gli Armeni si dissero disposti ad accettare un sovrano scelto da Roma.
A Roma l'imperatore Nerone incoronò come re Tigrane VI, l'ultimo discendente dei re di Cappadocia, e gli assegnò come protezione per l'Armenia 1000 soldati, tre coorti ausiliarie ed un reparto di cavalleria. Il figlio Alessandro sposò Iotapa, una principessa della Commagene, e Nerone gli affidò un piccolo regno in Cilicia. Tigrane ebbe alcuni nipoti: Gaio Giulio Agrippa, Gaio Giulio Alessandro Bereniciano e Giulia da Alessandro e Gaio Plancio Varo da Giulia.
Nel 63 Tigrane invase un piccolo stato vassallo dei Parti, l'Adiabene deponendone il re Monobazo II e scatenando l'ira del re dei Parti Vologese I, che attaccò l'Armenia ed assediò Tigranocerta. I Parti stipularono un accordo con Corbulone e Tiridate, fratello di Vologese, tornò sul trono di Armenia a scapito di Tigrane che abdicò.